# İsmail Küçükkaya
İsmail Küçükkaya, född 20 januari 1970, är en turkisk journalist, nyhetsankare och författare.  İsmail Küçükkaya, som presenterade Çalar Saat of Fox mellan september 2013 och augusti 2022, har presenterat Morning News of Halk TV sedan september 2022.

## Biografi
İsmail Küçükkaya tog 1993 examen från Gazi  Universitetet med en examen i journalistik.   
İsmail Küçükkaya började sin journalistkarriär 1991 som reporter för tidningen Hürriyet . Efter att ha arbetat på Hürriyet arbetade han för tidningarna Sabah och Star . Küçükkaya började arbeta som krönikör för tidningen Akşam 2000 och fortsatte att skriva kolumner 2003. Han blev sedan Ankara-representant för SkyTürk TV. Han utsågs också till Ankara-representant för tidningen Akşam 2005-2008 och blev tidningens chefredaktör i november 2008. Han avskedades efter protesterna i Geziparken i juni 2013. Samma år började han presentera sitt eget morgonprogram på Fox, med titeln İsmail Küçükkaya ile Çalar Saat . Han var moderator för den särskilda debatten för valet i Istanbul 2019, som sändes före borgmästarvalet i Istanbul i juni 2019 . 

## Utmärkelser och nomineringar
- Golden Butterfly Awards - Bästa manliga nyhetspresentatör (2017; nominerad) [3]
- Turkey Golden Brand Awards - Årets TV-presentatör (2017; vann) [4]
- MGD Awards - Program för bästa morgonnyheter (2018; vunnen) [5]